# Tidningen Boken
Tidningen Boken var en litterär tidskrift som startade 1987 och upphörde 2008, och under några år delade ut egna priset Årets författare.
Tidningen gavs ut i Skåne, och hade redaktion i Genarp och från slutet i Sjöbo. Den grundades av Bo Axelsson som var chefredaktör under hela tidningens existens. Han kämpade mot minskade anslag i början av 00-talet, och fick stort stöd av Sveriges författare i sina protester och att den hade stark ställning på landets bibliotek. Han ifrågasatte Stockholms dominans i kulturvärlden där han bland annat anklagade Kulturrådet för jäv när det fördelade kulturbidragen.
Tidningen Boken kallade sig "Nordens största boktidning". Tidningen innehöll mestadels recensioner och intervjuer med kända författare. Många nummer var dubbelnummer som publicerades med "ryggen mot varandra" så att tidningen hade två framsidor.
År 1990 tillfrågades Svenska Akademien, författarkåren, biblioteken, bokhandeln, litteraturprofessorer och kulturjournalister att utse de 100 bästa böckerna genom tiderna. Resultatet presenterades som Världsbiblioteket efter den franska förlagan; La bibliotheque ideale. Svenska böcker blev överrepresenterade med bland annat tre böcker av Harry Martinsson.

## Priset Årets författare
I samband med sitt tio-årsjubileum delade de ut priset Årets författare, som bestod av en byst som avbildade författaren. Bysten togs fram av Leif Nelson samtliga tre år priset delades ut. Den placerades på Malmö Stadsbibliotek i ett år och tillföll sedan pristagaren. Agneta Pleijel blev första pristagaren i december 1997.
- 1997 – Agneta Pleijel[3]
- 1998 – Jan Myrdal[13]
- 1999 – Kerstin Ekman[14]